# Nicholas Meyer
Nicholas Meyer (New York, 1945. december 24. –) amerikai filmrendező, Oscar-díjra jelölt forgatókönyvíró és szerző.
The Seven-Per-Cent Solution (1974) című bestselleréből rendezte meg az 1976-ban bemutatott A hétszázalékos megoldás című filmjét, mellyel Oscar-díjra jelölték legjobb adaptált forgatókönyv kategóriában. További rendezései közé tartozik az Időről időre (1979), az Űrszekerek II: A Khan bosszúja (1982), a Másnap (1983) és a Star Trek VI: A nem ismert tartomány (1991).

## Filmográfia

### Film
| Év   | Magyar cím                           | Eredeti cím                            | Feladatkör | Feladatkör  | Megjegyzések              |
| Év   | Magyar cím                           | Eredeti cím                            | Rendező    | Író         | Megjegyzések              |
| ---- | ------------------------------------ | -------------------------------------- | ---------- | ----------- | ------------------------- |
| 1973 | A méhlányok inváziója                | Invasion of the Bee Girls              | Nem        | Igen        |                           |
| 1976 | A hétszázalékos megoldás             | The Seven-Per-Cent Solution            | Nem        | Igen        |                           |
| 1979 | Időről időre                         | Time After Time                        | Igen       | Igen        |                           |
| 1982 | Űrszekerek II: A Khan bosszúja       | Star Trek II: The Wrath of Khan        | Igen       | Részlegesen | stáblistán nem szerepel   |
| 1985 | Önkéntesek                           | Volunteers                             | Igen       | Nem         |                           |
| 1986 | Star Trek IV: A hazatérés            | Star Trek IV: The Voyage Home          | Nem        | Igen        |                           |
| 1987 | Végzetes vonzerő                     | Fatal Attraction                       | Nem        | Részlegesen | stáblistán nem szerepel   |
| 1988 | Gazemberek                           | The Deceivers                          | Igen       | Nem         |                           |
| 1991 | A cég érdekében                      | Company Business                       | Igen       | Igen        |                           |
| 1991 | Star Trek VI: A nem ismert tartomány | Star Trek VI: The Undiscovered Country | Igen       | Igen        |                           |
| 1993 | Sommersby                            | Sommersby                              | Nem        | Igen        |                           |
| 1995 | Meghasadt dallamok                   | Voices                                 | Nem        | Igen        |                           |
| 1997 | A holnap markában                    | Tomorrow Never Dies                    | Nem        | Részlegesen | stáblistán nem szerepel   |
| 1998 | Egyiptom hercege                     | The Prince of Egypt                    | Nem        | Igen        | forgatókönyv kiegészítése |
| 2002 | Az igazság nevében                   | Collateral Damage                      | Nem        | Nem         | vezető producer           |
| 2003 | Szégyenfolt                          | The Human Stain                        | Nem        | Igen        |                           |
| 2008 | Elégia                               | Elegy                                  | Nem        | Igen        |                           |
| 2009 |                                      | The Hessen Affair                      | Nem        | Igen        |                           |

### Televízió
| Év        | Magyar cím           | Eredeti cím                         | Feladatkör | Feladatkör | Feladatkör | Megjegyzések                     |
| Év        | Magyar cím           | Eredeti cím                         | Rendező    | Író        | Producer   | Megjegyzések                     |
| --------- | -------------------- | ----------------------------------- | ---------- | ---------- | ---------- | -------------------------------- |
| 1974      |                      | Judge Dee and the Monastery Murders | Nem        | Igen       | Nem        | tévéfilm                         |
| 1975      | Amerika pánikban     | The Night That Panicked America     | Nem        | Igen       | Nem        | tévéfilm                         |
| 1983      | Másnap               | The Day After                       | Igen       | Nem        | Nem        | tévéfilm                         |
| 1985      |                      | Faerie Tale Theatre                 | Igen       | Igen       | Nem        | 1 epizód                         |
| 1997      | Odüsszeusz           | The Odyssey                         | Nem        | Nem        | Vezető     | kétrészes minisorozat            |
| 1997      | A besúgó             | The Informant                       | Nem        | Igen       | Vezető     | tévéfilm                         |
| 1999      | Vendetta             | Vendetta                            | Igen       | Nem        | Nem        | tévéfilm                         |
| 2002      |                      | Fall from the Sky                   | Nem        | Igen       | Nem        | tévéfilm                         |
| 2006      |                      | Orpheus                             | Nem        | Igen       | Igen       | tévéfilm                         |
| 2014      | Houdini              | Houdini                             | Nem        | Igen       | Nem        | kétrészes minisorozat            |
| 2016–2018 | A Mediciek hatalma   | Medici: Masters of Florence         | Nem        | Igen       | Nem        | - 2 epizód - sorozat megalkotója |
| 2017      | Star Trek: Discovery | Star Trek: Discovery                | Nem        | Igen       | Tanácsadó  | 1 epizód                         |

## Fordítás
- Ez a szócikk részben vagy egészben  a   Nicholas Meyer című angol Wikipédia-szócikk fordításán alapul.  Az eredeti cikk szerkesztőit annak laptörténete sorolja fel. Ez a jelzés csupán a megfogalmazás eredetét és a szerzői jogokat jelzi, nem szolgál a cikkben szereplő információk forrásmegjelöléseként.